# Țipletești, Sîngerei
Țipletești este un sat din cadrul comunei Alexăndreni din raionul Sîngerei, Republica Moldova.

## Geografie
Satul are o suprafață de circa 0.68 kilometri pătrați, cu un perimetru de 3.90 km. Distanța directă până în or. Sîngerei este de 18 km. Distanța directă până în or. Chișinău este de 114 km.

### Resurse naturale
Suprafața terenului agricol în sectorul public este de 331 ha, dintre care pământ arabil – 229 ha, livezi – 95 ha. Sectorul privat – 140 ha.

## Istorie
Satul Țipletești a fost menționat documentar în anul 1588:
„Din mila lui dumnezeu, noi Io Petru voievod, domn al Țării Moldovei. Facem cunoscut cu această carte a noastră, tuturor celor ce o vor vedea sau o vor auzi cetindu-se, că acest adevărat al nostru credincios și cinstit boier, jupan Andrei hatman ne-a slujit drept și credincios. De aceia noi, văzând slujba lui dreapta și credincioasă către noi, i-am miluit pe dânsul, cu deosebita noastră mila și i-am dat și i-am miluit pe dânsul dela noi, în țara noastră, în Moldova, cu un sat anume Zăvădinele, care este în ținutul Sorocii, pe râul Răut și pe amândouă părțile Răutului și cu loc de mori la râul Răutului, care acest sat a fost sat drept domnesc.

...

Iar apoi, s'au sculat niște sate, anume Budăeștii și Heciul și alte sate, ce sunt în prejurul Zăvădenilor și ni s'au plâns și și-au cerut hotarnic pe credinciosul nostru Danciul fost pârcălab, ca să le hotărnicească lor dinspre satul Zăvădini. ...

...

Dar noi am cercetat cu amănuntul, pentru rândul acestui sat Zăvădini și pentru hotarul lui pe unde a ținut. Astfel, așa am aflat că acest sat Zăvădini a fost scutărie domnească, făcută de Alexandru voievod. ...[sunt enumerate satele care mărgineau moșia Zăvădini]... Iar a celor sate, pe care le-a risipit Alexandru voievod, el le-a dat lor atunci loc ca să-și întemeieze sate ...[sunt enumerate mai multe sate]... pentru Căenărești le-a dat loc de sat în jos de gura Bălții, unde se numește La Știuca, iar pentru Putinești, li s'a dat lor în jos de gura Bursucului și în sus de Bursuceani. Iar pentru Budăești și Țiplecești și Puncești și Vădureni și unde se numește La Oprea, aceste sate n'au fost din veac, ci s'au așezat după moartea lui Alexandru voievod și după Bogdan voievod și după risipirea sculăriei. ...

...

Iar pentru mai mare putere și întărire a toate acestor mai sus scrise, am poruncit credinciosului și cinstitului nostru boier, jupan Lupul Stroici mare logofăt, să scrie si să atârne pecetea noastră la aceasta adevărata carte de seamă a noastră.

A scris Roșca uricar în Iași, în anul 7096 <1588> August 20.”
În localitatea funcționează biserica Adormirea Maicii Domnului, construită în 1850. Hramul celeilalte biserici se sărbătorește la 22 mai, de Sf. Nicolae. Hramul satului se sărbătorește pe 28 august în centrul satului

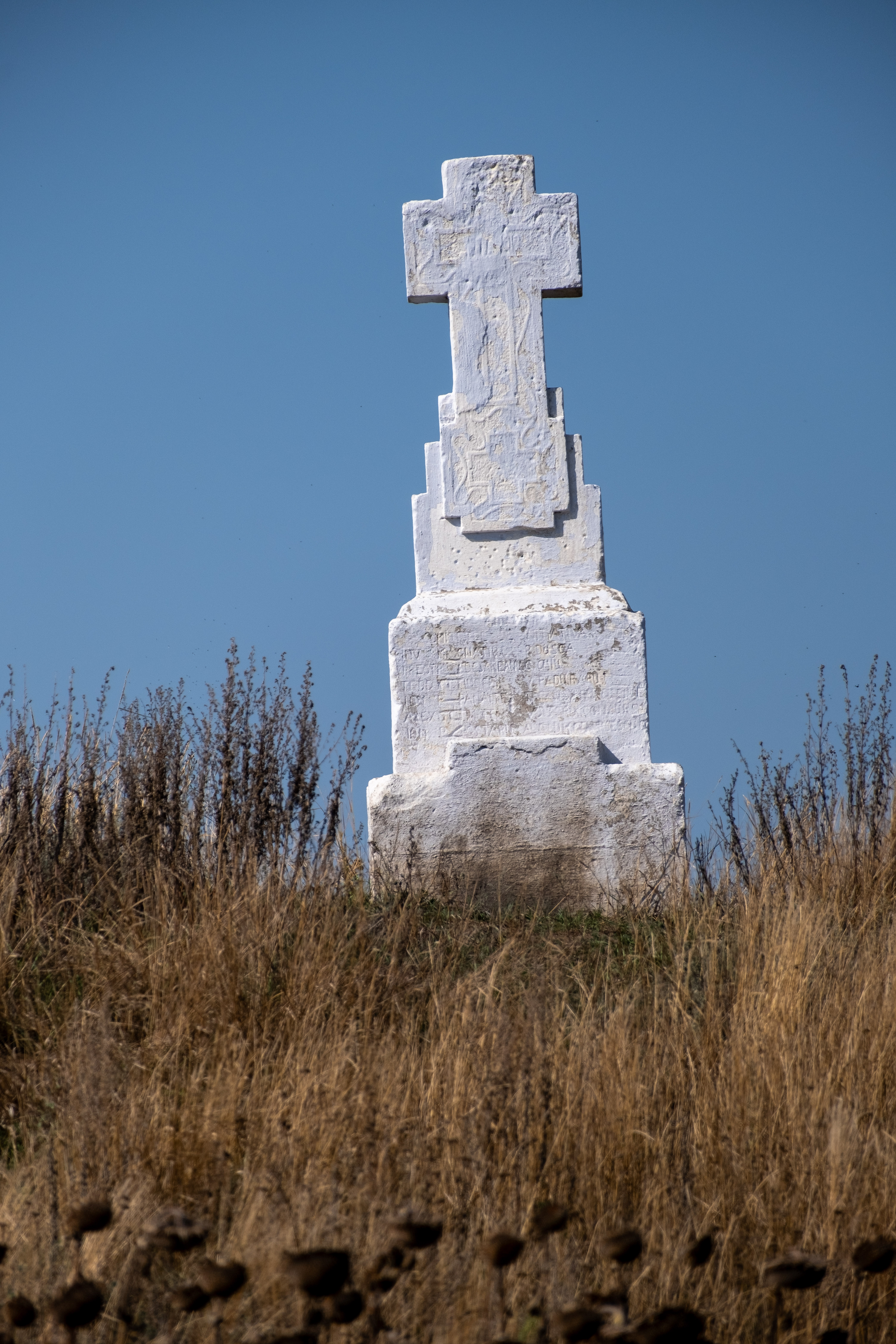
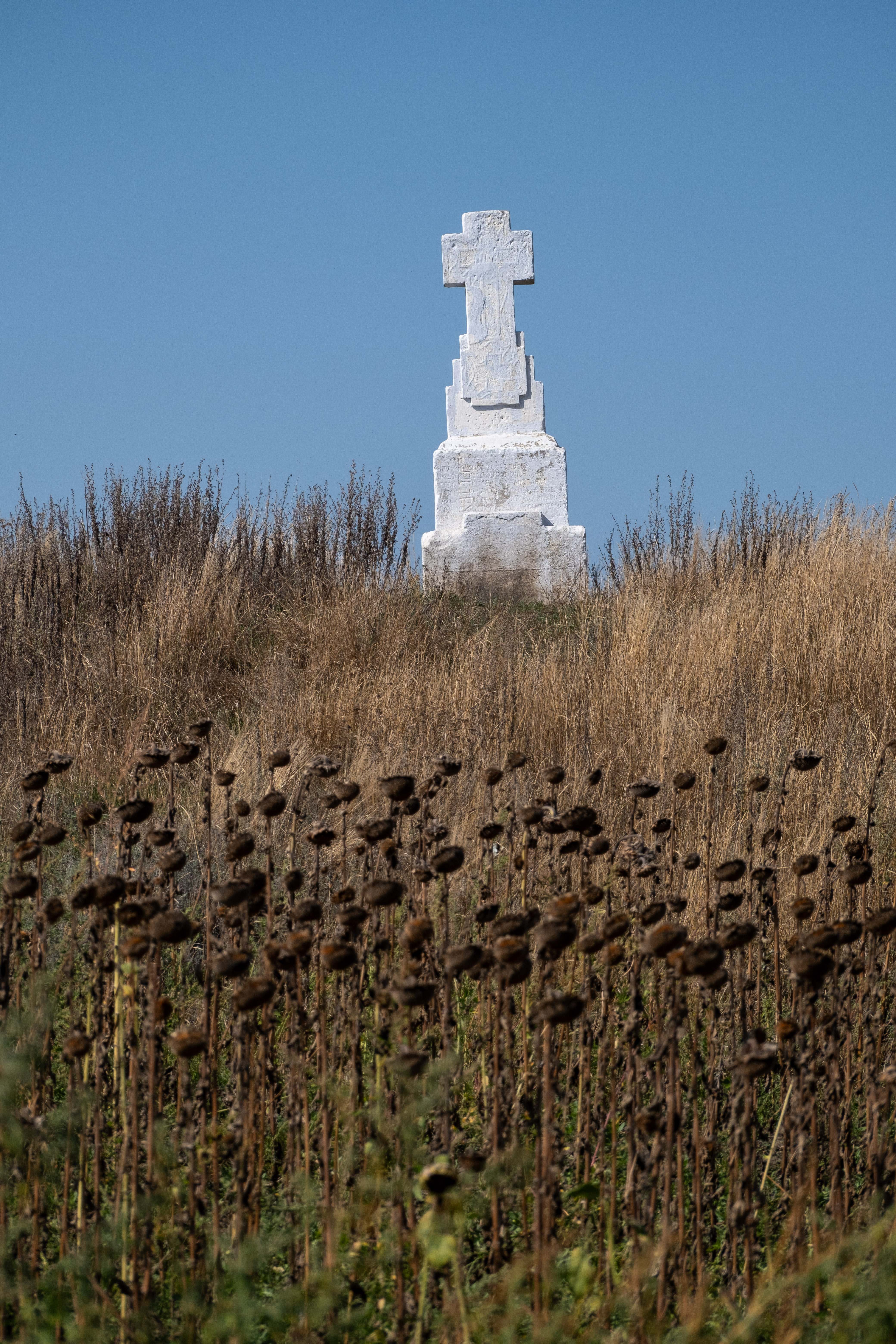
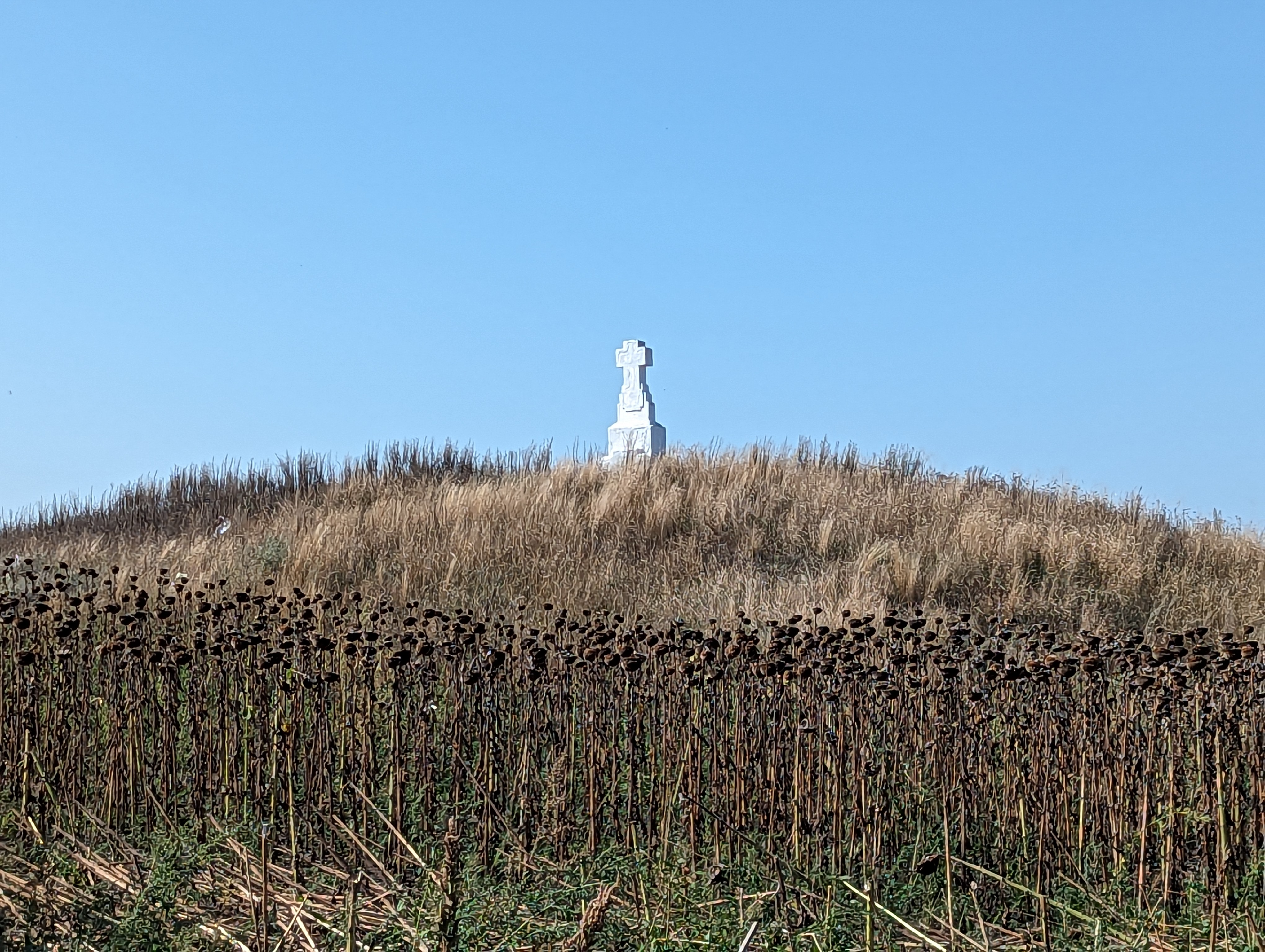

Crucea din Țipletești

## Sfera socială
Satul Țipletești dispune de 2 magazine, centru medical, o instituție preșcolară, școală de cultură generală numită Gimnaziul Țipletești, bibliotecă, oficiu poștal. În localitate sunt 105 fântâni, 6 km drumuri, 284 instalații de alimentare cu gaz lichefiat.

## Demografie

### Structura etnică
Conform datelor recensământului populației din 2004, populația satului constituia 1009 oameni, dintre care 49.75% - bărbați și 50.25% - femei.
| Grup etnic                             | Populație | % Procentaj |
| -------------------------------------- | --------- | ----------- |
| Băștinași declarați Moldoveni / Români | 995       | 98.61%      |
| Ruși                                   | 4         | 0.4%        |
| Ucraineni                              | 7         | 0.69%       |
| Alții                                  | 3         | 0.3%        |
| Total                                  | 1.009     | 100%        |

## Personalități
- Lidia Bejenaru (1953–2021), interpretă de muzică populară din Republica Moldova, soția dirijorului Nicolae Botgros.
- Ion Păduraru (n. 1961), jurist, secretar general al Aparatului Președintelui RM, fost Ministru al Justiției al Republicii Moldova.